# 莎龙·坎托尔
莎龙·坎托尔（希伯來語：‎，2003年1月28日—），以色列女子帆船运动员，2023年欧洲锦标赛女子iQFoil级银牌得主、2024年世界锦标赛女子iQFoil级金牌得主、2024年夏季奥林匹克运动会女子iQFoil级银牌得主。